# Zhangixalus burmanus
Zhangixalus burmanus là một loài ếch trong họ Rhacophoridae. Chúng được tìm thấy ở Trung Quốc, Ấn Độ, và có thể cả Myanmar.
Các môi trường sống tự nhiên của chúng là đồng cỏ nhiệt đới hoặc cận nhiệt đới vùng ngập nước hoặc lụt theo mùa, sông, đầm nước ngọt, đầm nước ngọt có nước theo mùa, đất canh tác, vườn nông thôn, ao, và ao nuôi trồng thủy sản. Loài này đang bị đe dọa do mất môi trường sống.